# Ceraphron longistriatus
Ceraphron longistriatus är en stekelart som beskrevs av Paul Dessart 1972. Ceraphron longistriatus ingår i släktet Ceraphron och familjen pysslingsteklar. Arten är reproducerande i Sverige. Inga underarter finns listade i Catalogue of Life.